# Leandro Benítez
Leandro Damián Benítez (Ensenada, provincia de Buenos Aires, Argentina; 5 de abril de 1981) es un exfutbolista y director técnico. Jugaba de mediocampista y se lo reconoce por su gran trayectoria en el Club Estudiantes de La Plata, equipo del que también fue entrenador. Actualmente se encuentra trabajando en el Departamento de Scouting de Estudiantes de La Plata.

## Trayectoria

### Como jugador
Comenzó a jugar en Estudiantes de La Plata. Pasó a Quilmes, donde obtuvo el Ascenso a Primera División el 5 de julio de 2003, y participó de la gran campaña 2003/2004, que derivó en la clasificación a las copas Sudamericana y Libertadores. Tras una breve vuelta a Estudiantes, retornó a Quilmes para jugar el Torneo Clausura 2005 y la Copa Libertadores 2005. Luego pasó a Olimpo durante la temporada 05/06, para regresar a Estudiantes en el 2006, ganando el torneo Apertura, haciendo el papel de "salvador del equipo" en el partido contra River Plate, cuando Juan Sebastián Verón, el cerebro del equipo, imposibilitado para jugar, le dejó la titularidad; Benítez convirtió un gol y colocó una asistencia para la victoria de su equipo 3 a 1.
Fue titular indiscutido y una de las claves en la conquista de la Copa Libertadores 2009. Jugó 14 partidos a lo largo del torneo y convirtió un gol (frente a Defensor Sporting en los cuartos de final). También fue titular en el Mundial de Clubes 2009, en el cual Estudiantes perdió 2 - 1 frente al Barcelona, habiendo estado arriba en el marcador hasta el minuto 88. En la semifinal, frente al Pohang Steelers, el "Chino" marcó dos goles en el 2 - 1.

En el torneo apertura 2010, fue emblema para la obtención del título para Estudiantes de la Plata pese a no haber sido siempre titular. En las últimas 3 fechas de un torneo muy peleado con Vélez Sarsfield el Chino mostró su mejor pegada para dos asistencias contra Argentinos Juniors, tres contra River Plate en el histórico 4 a 0 en el Monumental y las dos asistencias a Hernán Rodrigo López en la última fecha contra Arsenal de Sarandí que consagró a Estudiantes campeón.
Para el Campeonato de Primera División 2013-14 (Argentina) retornó a Quilmes donde tuvo un rol destacado para la permanencia del club en Primera División, evitando el descenso en la penúltima fecha del Torneo Final 2014, ganándole a Gimnasia La Plata por 2 a 0 y desplazándolo de la lucha por el campeonato.
En el año 2015, firmó con el Club Atlético Boca Unidos de la provincia de Corrientes que va a jugar en el Torneo de la Primera B Nacional.
Tras varios meses de entrenamiento con el Club Estudiantes de La Plata, el mediocampista fichó con el Club Atlético Villa San Carlos, que militaba en la Primera B Metropolitana del Fútbol Argentino.
Tras su paso por los "villeros" pasó a Club Deportivo Guaraní Antonio Franco por pedido expreso de Martín Zuccarelli. En el club misionero tuvo buenas actuaciones llegando a ser referente e incluso capitán en varios partidos. A pesar de ser de los mejores rendimientos del equipo en el torneo no pudo evitar el descenso al Torneo Federal A.

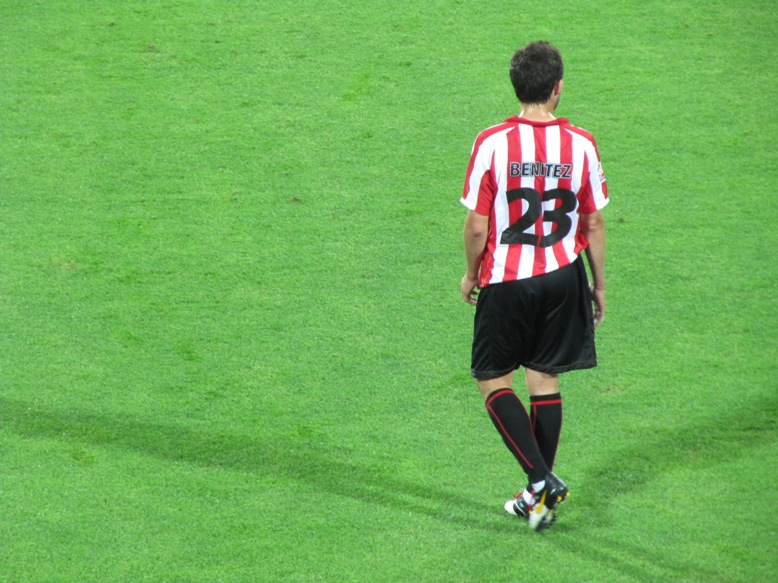
Benítez frente al Pohang Steelers en la semifinal del Mundial de Clubes, partido que termina en victoria 2 a 1 con ambos goles de él.

Después de 6 meses sin encontrar club y entrenándose en el Country de Estudiantes recibe una sorpresiva oferta del Club Everton de su ciudad vecina para disputar el Torneo Federal B. En aquella institución jugaban sus dos hermanos Rodrigo y Mauro, lo cual influenció en gran parte su llegada al "deca", ya que había declarado públicamente en reiteradas ocasiones que tenía el sueño de compartir vestuario con ellos. Finalmente, tras una extensa carrera por el fútbol argentino decide retirarse a la edad de 35 años y habiendo ganado los Torneo Apertura 2006, Torneo Apertura 2010 y el título más importante en su carrera, la Copa Libertadores 2009.

### Como entrenador

#### En Reserva
Luego de jugar en Club Everton en el Torneo Federal B con sus hermanos Rodrigo y Mauro, decide ponerle un punto final a su carrera como futbolista y recibe el ofrecimiento del Club Estudiantes de La Plata (del cual es hincha) para ser coordinador de inferiores junto a Hermes Desio.
Tras su interinato en el primer equipo, lo nombran a Gustavo Matosas y le ofrecen hacerse cargo del plantel de reserva, el cual acepta.

#### En Primera
Después de la ida de Nelson Vivas y el polémico paso de Lucas Nardi (no llegó a dirigir ni un partido) asume de manera interina el puesto de entrenador en Estudiantes para disputar las últimas tres fechas del Campeonato de Primera División 2016-17, en lo que sería su primera experiencia como director técnico en Primera. En estas tres fechas consigue tres victorias y lo clasifica al club a la Copa Libertadores 2018.
Luego de quedar eliminado de la Copa Sudamericana 2017, el uruguayo Matosas da un paso al costado y el "Chino" vuelve a dirigir (interinamente) un partido frente a San Lorenzo. Una semana después asume Lucas Bernardi, quien tras un irregular rendimiento en más de 20 partidos, decide renunciar, y tras el clamor de los hinchas del "pincha" por Benítez, en mayo de 2018 lo confirman como entrenador principal del primer equipo hasta su renuncia en febrero de 2019.
En 2022 fue designado entrenador de Quilmes tras la salida de Facundo Sava, luego de perder la final del reducido por el segundo ascenso a la Liga Profesional frente a Barracas Central.
En 2023 trabajó como ayudante de campo de Leandro Stillitano en Independiente.
Ese mismo año, pasó a ser asistente técnico de Sebastián Battaglia en Huracán.

## Clubes

### Como jugador
| Club                    | País      | Año       |
| ----------------------- | --------- | --------- |
| Estudiantes de La Plata | Argentina | 2000-2002 |
| Quilmes                 | Argentina | 2002-2004 |
| Estudiantes de La Plata | Argentina | 2004      |
| Quilmes                 | Argentina | 2005      |
| Olimpo                  | Argentina | 2005-2006 |
| Estudiantes de La Plata | Argentina | 2006-2013 |
| Quilmes                 | Argentina | 2013-2014 |
| Estudiantes de La Plata | Argentina | 2014      |
| Boca Unidos             | Argentina | 2015      |
| Guaraní Antonio Franco  | Argentina | 2015-2016 |
| Club Everton            | Argentina | 2016      |

### Como formador
| Club                    | País      | Año       | Cargo   |
| ----------------------- | --------- | --------- | ------- |
| Estudiantes de La Plata | Argentina | 2017-2018 | Reserva |

### Como entrenador
| Club                               | País      | Año       |
| ---------------------------------- | --------- | --------- |
| Estudiantes de La Plata (interino) | Argentina | 2017      |
| Estudiantes de La Plata (interino) | Argentina | 2018      |
| Estudiantes de La Plata            | Argentina | 2018-2019 |
| Quilmes                            | Argentina | 2022      |

### Como asistente técnico
| Club          | País      | Año  | Entrenador principal |
| ------------- | --------- | ---- | -------------------- |
| Independiente | Argentina | 2023 | Leandro Stillitano   |
| Huracán       | Argentina | 2023 | Sebastián Battaglia  |

### Otros cargos
| Club                    | País      | Año   | Cargo                    |
| ----------------------- | --------- | ----- | ------------------------ |
| Estudiantes de La Plata | Argentina | 2024- | Departamento de Scouting |

## Estadísticas

### Como entrenador
| Club                              | Temporada           | Liga | Liga | Liga | Liga | Copa nacional | Copa nacional | Copa nacional | Copa nacional | Copa continental | Copa continental | Copa continental | Copa continental | Otras copas | Otras copas | Otras copas | Otras copas | Total | Total | Total | Total | Total | Total | Total | % Efectividad |
| Club                              | Temporada           | PJ   | G    | E    | P    | PJ            | G             | E             | P             | PJ               | G                | E                | P                | PJ          | G           | E           | P           | PJ    | G     | E     | P     | GF    | GC    | DG    | % Efectividad |
| --------------------------------- | ------------------- | ---- | ---- | ---- | ---- | ------------- | ------------- | ------------- | ------------- | ---------------- | ---------------- | ---------------- | ---------------- | ----------- | ----------- | ----------- | ----------- | ----- | ----- | ----- | ----- | ----- | ----- | ----- | ------------- |
| Estudiantes de La Plata Argentina | 2016-17             | 3    | 3    | 0    | 0    | 0             | 0             | 0             | 0             | -                | -                | -                | -                | -           | -           | -           | -           | 3     | 3     | 0     | 0     | 5     | 0     | +5    | 100%          |
| Estudiantes de La Plata Argentina | 2017-18             | 3    | 0    | 1    | 2    | 0             | 0             | 0             | 0             | 1                | 1                | 0                | 0                | -           | -           | -           | -           | 4     | 1     | 1     | 2     | 5     | 6     | -1    | 33.33%        |
| Estudiantes de La Plata Argentina | 2018-19             | 20   | 5    | 6    | 9    | 3             | 1             | 1             | 1             | 2                | 1                | 0                | 1                | -           | -           | -           | -           | 25    | 7     | 7     | 11    | 26    | 29    | -3    | 37.33%        |
| Estudiantes de La Plata Argentina | Total               | 26   | 8    | 7    | 11   | 3             | 1             | 1             | 1             | 3                | 2                | 0                | 1                | -           | -           | -           | -           | 32    | 11    | 8     | 13    | 36    | 35    | +1    | 42.71%        |
| Quilmes Argentina                 | 2022                | 17   | 5    | 7    | 5    | 1             | 1             | 0             | 0             | -                | -                | -                | -                | -           | -           | -           | -           | 18    | 6     | 7     | 5     | 24    | 21    | +3    | 46.3%         |
| Quilmes Argentina                 | Total               | 17   | 5    | 7    | 5    | 1             | 1             | 0             | 0             | -                | -                | -                | -                | -           | -           | -           | -           | 18    | 6     | 7     | 5     | 24    | 21    | +3    | 46.3%         |
| Total en su carrera               | Total en su carrera | 44   | 14   | 14   | 16   | 3             | 1             | 1             | 1             | 3                | 2                | 0                | 1                | -           | -           | -           | -           | 50    | 17    | 15    | 18    | 60    | 56    | +4    | 44%           |

Actualizado el 4 de junio de 2022.

## Palmarés

### Campeonatos nacionales
| Título           | Club                    | País      | Año    |
| ---------------- | ----------------------- | --------- | ------ |
| Primera División | Estudiantes de La Plata | Argentina | A-2006 |
| Primera División | Estudiantes de La Plata | Argentina | A-2010 |

### Copas internacionales
| Título            | Club                    | Sede           | Año  |
| ----------------- | ----------------------- | -------------- | ---- |
| Copa Libertadores | Estudiantes de La Plata | Belo Horizonte | 2009 |

Otros logros
- Ganador del 2.º Ascenso a Primera División en 2003 con Quilmes.
- Subcampeón de la Copa Sudamericana 2008 con Estudiantes de La Plata.
- Subcampeón del Mundial de Clubes 2009 con Estudiantes de La Plata.
- Subcampeón del Torneo Clausura 2010  con Estudiantes de La Plata.
- Subcampeón de la Recopa Sudamericana 2010 con Estudiantes de La Plata.